# Saint-Martial (Cantal)
Saint-Martial ist eine französische Gemeinde mit 71 Einwohnern (Stand 1. Januar 2022) im Département Cantal in der Region Auvergne-Rhône-Alpes. Sie gehört zum Kanton Neuvéglise-sur-Truyère und zum Arrondissement Saint-Flour.

## Lage
Das Gemeindegebiet gehört zum Regionalen Naturpark Aubrac.
Nachbargemeinden sind Neuvéglise-sur-Truyère im Norden, Fridefont im Nordosten, Maurines im Osten und Chaudes-Aigues im Südwesten.

## Bevölkerungsentwicklung

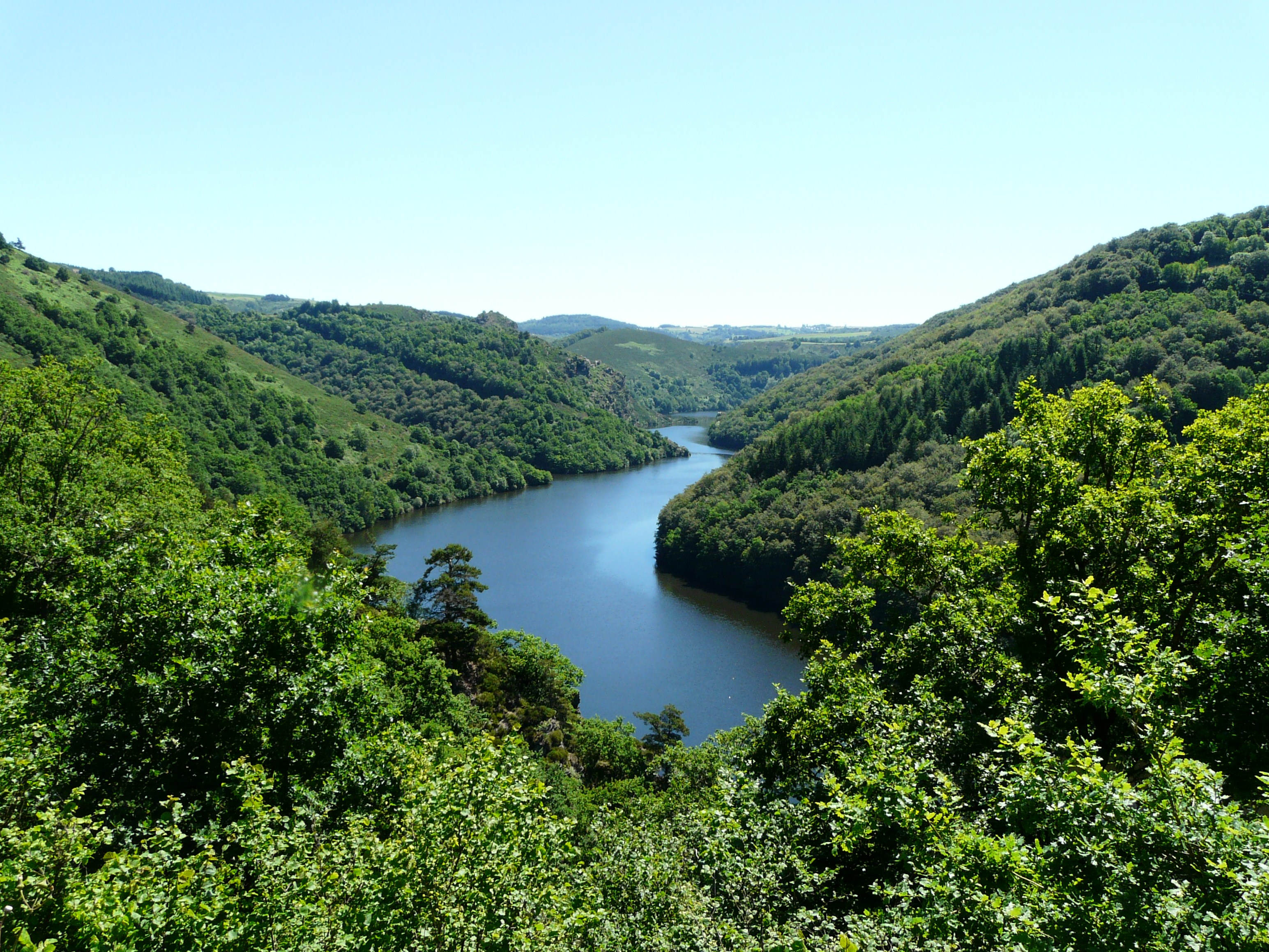
Die Truyère bei Saint-Martial

| Jahr                       | 1962 | 1968 | 1975 | 1982 | 1990 | 1999 | 2008 | 2015 |
| -------------------------- | ---- | ---- | ---- | ---- | ---- | ---- | ---- | ---- |
| Einwohner                  | 130  | 124  | 96   | 83   | 78   | 78   | 75   | 80   |
| Quellen: Cassini und INSEE |      |      |      |      |      |      |      |      |